# Gare de Chaville-Rive-Gauche
Ne doit pas être confondu avec Gare de Chaville-Rive-Droite ou Gare de Chaville - Vélizy.
La gare de Chaville-Rive-Gauche est une gare ferroviaire française de la ligne de Paris-Montparnasse à Brest, située sur le territoire de la commune de Chaville, dans le département des Hauts-de-Seine, en région Île-de-France.
C'est une gare de la Société nationale des chemins de fer français (SNCF) desservie par les trains de la ligne N du Transilien (réseau Paris-Montparnasse).

## Situation ferroviaire
Établie à 107 m d'altitude, la gare de Chaville-Rive-Gauche est située au point kilométrique (PK) 12,457 de la ligne de Paris-Montparnasse à Brest, entre les gares de Sèvres-Rive-Gauche et de Viroflay-Rive-Gauche.

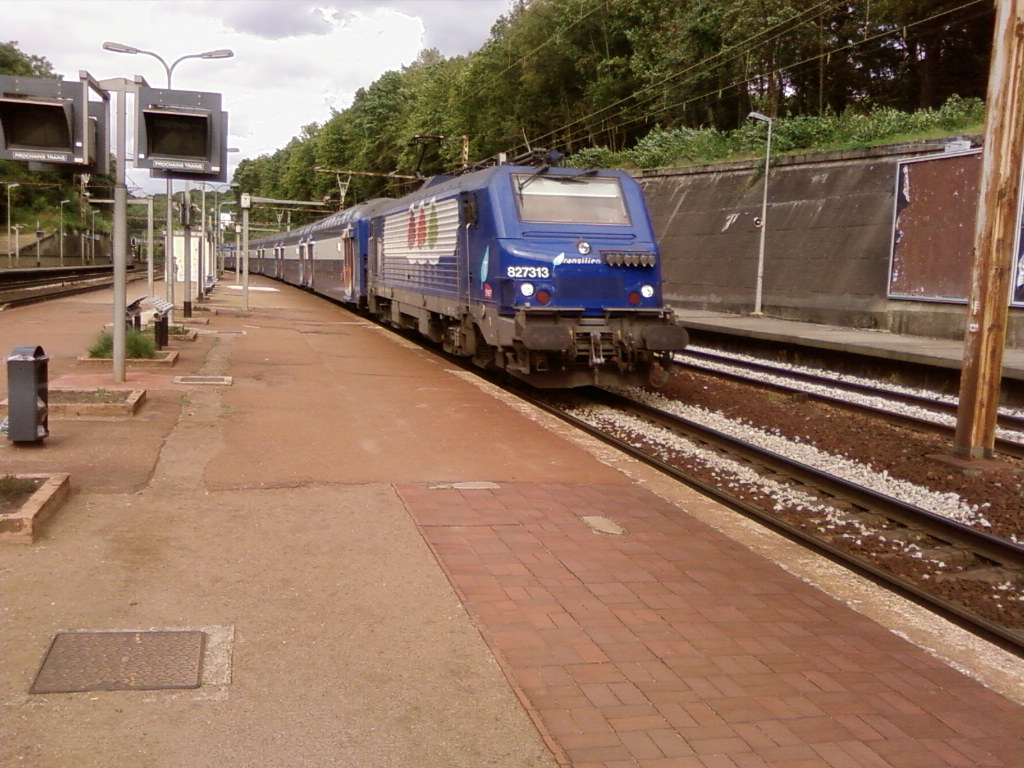
La BB 27313 à quai.

## Histoire

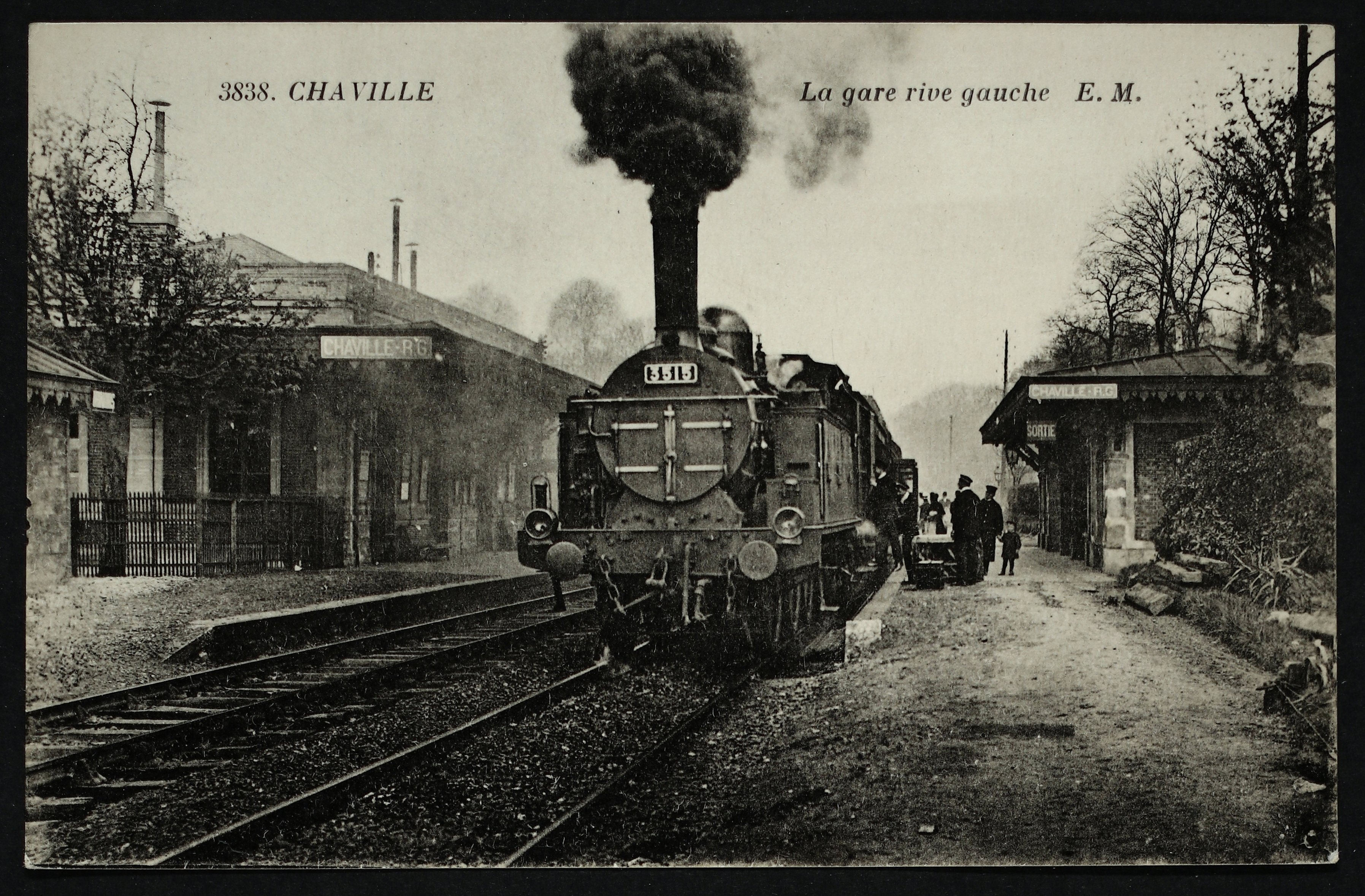
La gare vers 1910.

Elle est mise en service le 10 septembre 1840 avec l'ouverture de la voie entre la gare de Paris-Montparnasse et la gare de Versailles-Rive-Gauche.
En 2018, selon les estimations de la SNCF, la fréquentation annuelle de la gare est de 1 000 400 voyageurs, nombre arrondi à la centaine la plus proche.

## Service des voyageurs

### Accueil

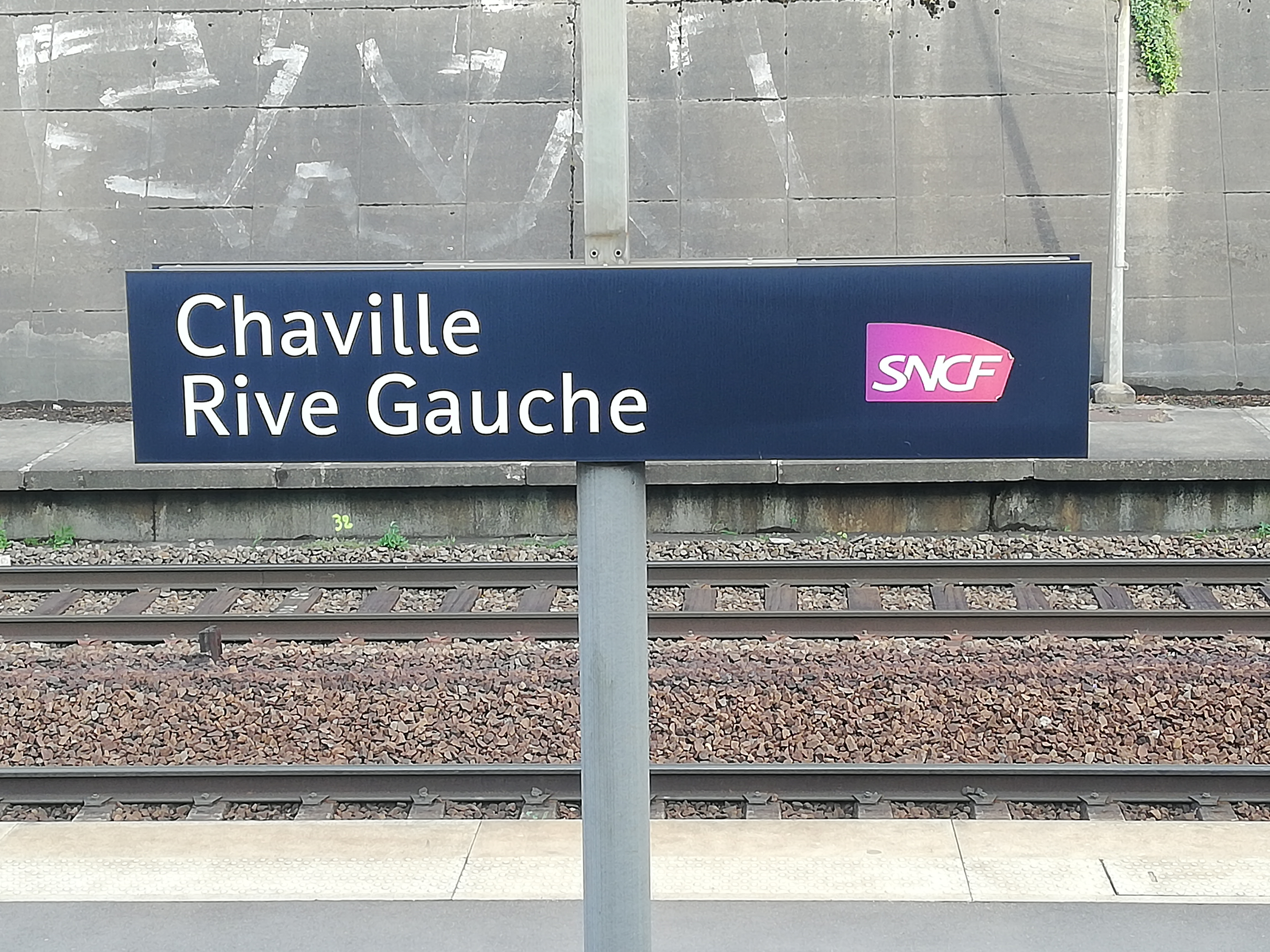
Plaque signalétique de la gare, en mai 2019.

Gare SNCF, elle dispose d'un bâtiment voyageurs avec guichet adapté aux personnes à mobilité réduite, d'automates Transilien, d'automates Grandes lignes, du système d'information sur les circulations des trains en temps réel et de boucles magnétiques pour personnes malentendantes. Deux distributeurs automatiques de boissons et de friandises ainsi qu'une boîte aux lettres située à droite devant la gare sont également disponibles.
Elle est équipée d'un quai central et de deux quais latéraux encadrant quatre voies. Les deux quais latéraux servent uniquement en cas de problèmes ou de travaux sur les voies. Le changement de quai se fait par un passage souterrain.
L'accès aux quais peut se faire en utilisant les escaliers ou en empruntant un premier ascenseur. Un second ascenseur doit être installé en 2016. Depuis 2016, l'entrée principale et le guichet sont très souvent fermés aux voyageurs par manque de personnel, à la suite d'un plan économique décidé par la SNCF. Le cas échéant, l'accès se fait par la sortie de nuit située route des Huit Bouteilles, côté forêt.

### Desserte
En 2019, la gare est desservie par des trains de la ligne N du Transilien :
- aux heures de pointe, par la branche Paris - Plaisir - Mantes-la-Jolie, à raison d'un train toutes les 15 minutes[5] ;
- aux heures creuses, par les branches Paris - Rambouillet et Paris - Plaisir - Mantes-la-Jolie, à raison d'un train toutes les 15 minutes[5].

Le temps de trajet est d'environ 45 minutes depuis Rambouillet, une heure depuis Mantes-la-Jolie, 25 minutes depuis Plaisir - Grignon et de 19 minutes depuis Paris-Montparnasse

### Intermodalité
La gare est desservie par les lignes 6132, 6133 et 6134 du réseau de bus Vélizy Vallées, par la ligne Chavilbus des lignes de bus Grand Paris Seine Ouest ainsi que par la ligne 171 du réseau de bus RATP aux heures de pointe. La nuit, la gare est desservie par les lignes N66 et N160 du réseau Noctilien.